# أحمد إسعاد باشا
أحمد إسعاد باشا (بالتركية الحديثة: Ahmed Esad Paşa) أو أحمد إسعاد باشا الصاقزلي (بالتركية الحديثة: Sakızlı Ahmed Esad Paşa) ـ (صاقز، 1828 ـ إزمير، 1875) هو سياسي عثماني، شغل منصب الصدر الأعظم لفترتين وجيزتين:
- من 15 فبراير إلى 15 أبريل 1873
- من 26 أبريل إلى 26 أغسطس 1875.[1]